# Jenny Bitzer
Jenny Eva Bitzer (* 13. August 1994 in Balingen) ist eine deutsche Fußballspielerin.

## Karriere
Jenny Bitzer begann ihre Karriere beim SV Unterdigisheim in Meßstetten. Zwischen 2011 und 2013 war sie für die zweite Mannschaft der TSG 1899 Hoffenheim im Einsatz. In der Saison 2011/12 konnte sie gemeinsam mit ihrer Mannschaft die Meisterschaft in der Oberliga Baden-Württemberg gewinnen und in die Regionalliga Süd aufsteigen. In der Saison 2012/13 belegte sie mit ihrer Mannschaft hinter dem SV 67 Weinberg den zweiten Platz und verpasste den Meistertitel nur um einen Punkt. Danach verließ Jenny Bitzer Deutschland und ging in die USA, wo sie zwischen 2013 und 2014 die Louisiana Tech University besuchte und für die Universität Fußball spielte. Danach besuchte sie zwischen 2015 und 2016 das Manhattan College in New York City, für das sie ebenfalls in der Universitätsliga Fußball spielte.
In der Winterpause der Saison 2017/18 ging Jenny Bitzer nach England und schloss sich dem Durham WFC an, welcher zu dieser Zeit in der WSL 2, der zweithöchsten Liga im englischen Frauenfußball, spielte. Nach einem halben Jahr verließ sie den Verein wieder und schloss sich zur Saison 2018/19 dem AS Rom an. Mit der Mannschaft aus Rom belegte Jenny Bitzer in der Serie A den vierten Platz. Zur Saison 2019/20 kehrte Jenny Bitzer nach Deutschland zurück und schloss sich dem SV Meppen an, wo sie sowohl der ersten als auch der zweiten Mannschaft zur Verfügung steht. Ihr Debüt für die Mannschaft aus Meppen gab sie am 1. März 2020 beim Auswärtsspiel gegen die zweite Mannschaft des 1. FFC Frankfurt, welches mit 0:8 verloren ging. Aufgrund der COVID-19-Pandemie war dieses Spiel das letzte Spiel der Saison 2019/20. Durch den Abbruch der Saison durfte Jenny Bitzer gemeinsam mit dem SV Meppen als Viertplatzierte in die Bundesliga aufsteigen, weil die vor der Mannschaft aus Meppen platzierten Zweitvertretungen vom VfL Wolfsburg und der TSG 1899 Hoffenheim nicht aufstiegsberechtigt waren.
Auch in der Saison 2020/21 gehörte Jenny Bitzer zum Kader des SV Meppen und durfte am 18. Oktober 2020 beim Auswärtsspiel gegen die TSG 1899 Hoffenheim ihr Debüt in der Bundesliga geben. Bei der 0:1-Niederlage wurde sie in der 82. Minute für Maike Berentzen eingewechselt. Nach dem Abstieg Meppens in die zweite Liga wechselte sie 2021 zum Mitabsteiger MSV Duisburg. Im Sommer 2022 wechselte sie nach dem Wiederaufstieg von Duisburg zum Schweizer Verein BSC YB-Frauen.

## Erfolge
- 2012: Meisterschaft in der Oberliga Baden-Württemberg und Aufstieg in die Regionalliga Süd (mit der TSG Hoffenheim II)
- 2013: Vizemeisterschaft in der Regionalliga Süd (mit der TSG Hoffenheim II)
- 2020: Aufstieg in die Bundesliga (mit dem SV Meppen)
- 2022: Aufstieg in die Bundesliga (mit dem MSV Duisburg)